# Stig Löfgren (ingenjör)
Stig Ingemar Löfgren, född 25 juli 1913 i Varnums församling, Skara stift, Älvsborgs län, död 27 april 1958, var en svensk ingenjör. Han var bror till läkaren Sven Löfgren.
Löfgren, som var son till godsägare August Löfgren och Hilma Eliasson, utexaminerades från Chalmers tekniska institut 1935, blev teknologie doktor 1950 och docent samma år. Han blev provningsingenjör 1936, facklärare vid Textilinstitutet i Borås 1938, föreståndare där 1945 och professor i textilmekanik vid Chalmers tekniska högskola 1952. Han var ordförande i Textilförbundet i Borås sedan 1946 och styrelseledamot i Tekniska förbundet där sedan 1946. Han tillhörde stadsfullmäktige sedan 1947. Han författade bland annat Hantverkets bok Textil (1939) och doktorsavhandlingen The Fibrogram (1950).